# Catadelphus ruberior
Catadelphus ruberior är en stekelart som beskrevs av Heinrich 1971. Catadelphus ruberior ingår i släktet Catadelphus och familjen brokparasitsteklar. Inga underarter finns listade.